# Szymon Czechowicz
Szymon Czechowicz (ur. przed 22 lipca 1689 w Krakowie, zm. 21 lipca 1775 w Warszawie) – polski malarz epoki baroku.

## Życie i twórczość
Pochodził z rodziny złotników. Dzięki protekcji Franciszka Maksymiliana Ossolińskiego w 1711 rozpoczął studia malarskie w Akademii Świętego Łukasza w Rzymie. W 1716 zdobył nagrodę Akademii. W 1731 powrócił do Polski.
Malował obrazy religijne, znajdujące się w kościołach m.in. Wilna, Krakowa, Lwowa, Warszawy, Poznania, Lublina, Opola Lubelskiego, Góry Kalwarii, Starejwsi i Lubartowa. Uprawiał również malarstwo portretowe, wśród innych był autorem reprezentacyjnych portretów rodziny Ossolińskich, Sułkowskich, kanclerza wielkiego litewskiego Jana Fryderyka Sapiehy, hetmanów wielkich Klemensa Branickiego i Wacława Rzewuskiego, wojewody sandomierskiego Jana Tarły.
Zmarł w 1775 i został pochowany w krypcie warszawskiego kościoła Ojców Kapucynów.

## We współczesnej kulturze masowej
W roku 2009 z okazji Świąt Zmartwychwstania Pańskiego Poczta Polska wydała serię dwóch znaczków pocztowych przedstawiających jego obrazy: Złożenie do grobu (1747) i Chrystus Zmartwychwstały (1758), przechowywane w zbiorach Muzeum Narodowego w Krakowie.
W 2012 twórczość artysty znalazła też odbicie w fabule jednego z odcinków popularnego serialu Ojciec Mateusz (ser. 8, odc. 103 – Fatalna decyzja), gdzie w śledztwie dotyczącym obiektów sztuki występuje odnaleziony na miejscowej plebanii obraz (fikcyjny) Szymona Czechowicza przedstawiający Matkę Boską Bolesną. 

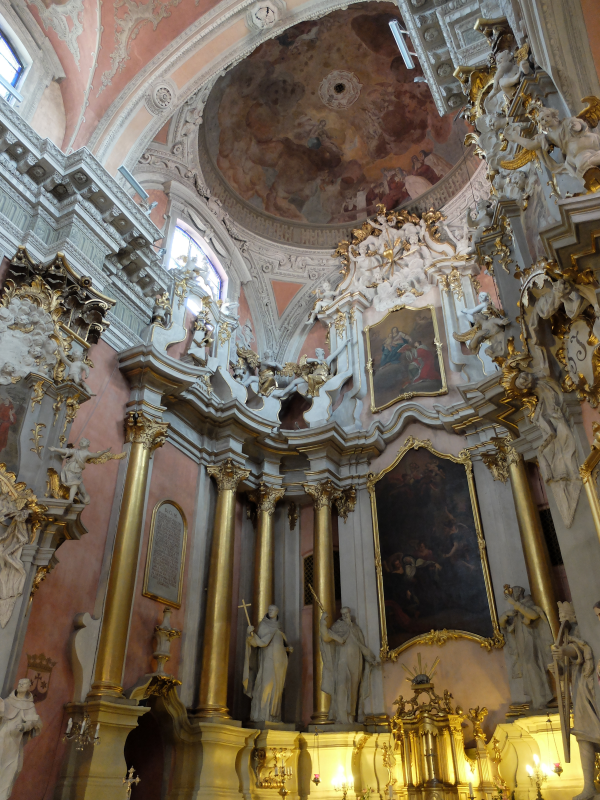
Ołtarz główny w wileńskim kościele św. Teresy z obrazami Ekstaza świętej Teresy oraz Dziewica z Dzieciątkiem Jezus i świętym Kazimierzem

## Galeria prac
| Tytuł                                     | Rok        | Kolekcja                           | Ilustracja |
| ----------------------------------------- | ---------- | ---------------------------------- | ---------- |
| Złożenie do grobu                         | około 1731 | Muzeum Narodowe w Krakowie         |            |
| Portret Jana Czapskiego                   | przed 1742 | Lwowska Galeria Sztuki             |            |
| Trójca Przenajświętsza                    | 1748/1749  | Kościół Świętej Trójcy w Tykocinie |            |
| Męczeństwo św. Jana Nepomucena            | około 1750 | Muzeum Narodowe w Warszawie        |            |
| Męczeństwo św. Szczepana                  | 1749       | Kościół Świętej Trójcy w Tykocinie |            |
| Męczeństwo św. Katarzyny Aleksandryjskiej | 1749       | Kościół Świętej Trójcy w Tykocinie |            |
| Święta Elżbieta Portugalska               | 1750       | Kościół Świętej Trójcy w Tykocinie |            |
| Zmartwychwstanie                          | 1758       | Muzeum Narodowe w Krakowie         |            |
| Portret Michała Józefa Massalskiego       | około 1765 | Wileńska Galeria Obrazów           |            |
| Pokłon Trzech Króli                       | XVIII w.   | Lwowska Galeria Sztuki             |            |

## Literatura dodatkowa
- Zbigniew Michalczyk: Szymon Czechowicz (1689–1775). Warszawa: Edipresse Polska, 2007, seria "Ludzie–Czasy–Dzieła", t. 47